# ونتورت
ونتورت (به انگلیسی: Wentworth) یک شهرک در استرالیا است که در نیو ساوت ولز واقع شده‌است.

## نگارخانه

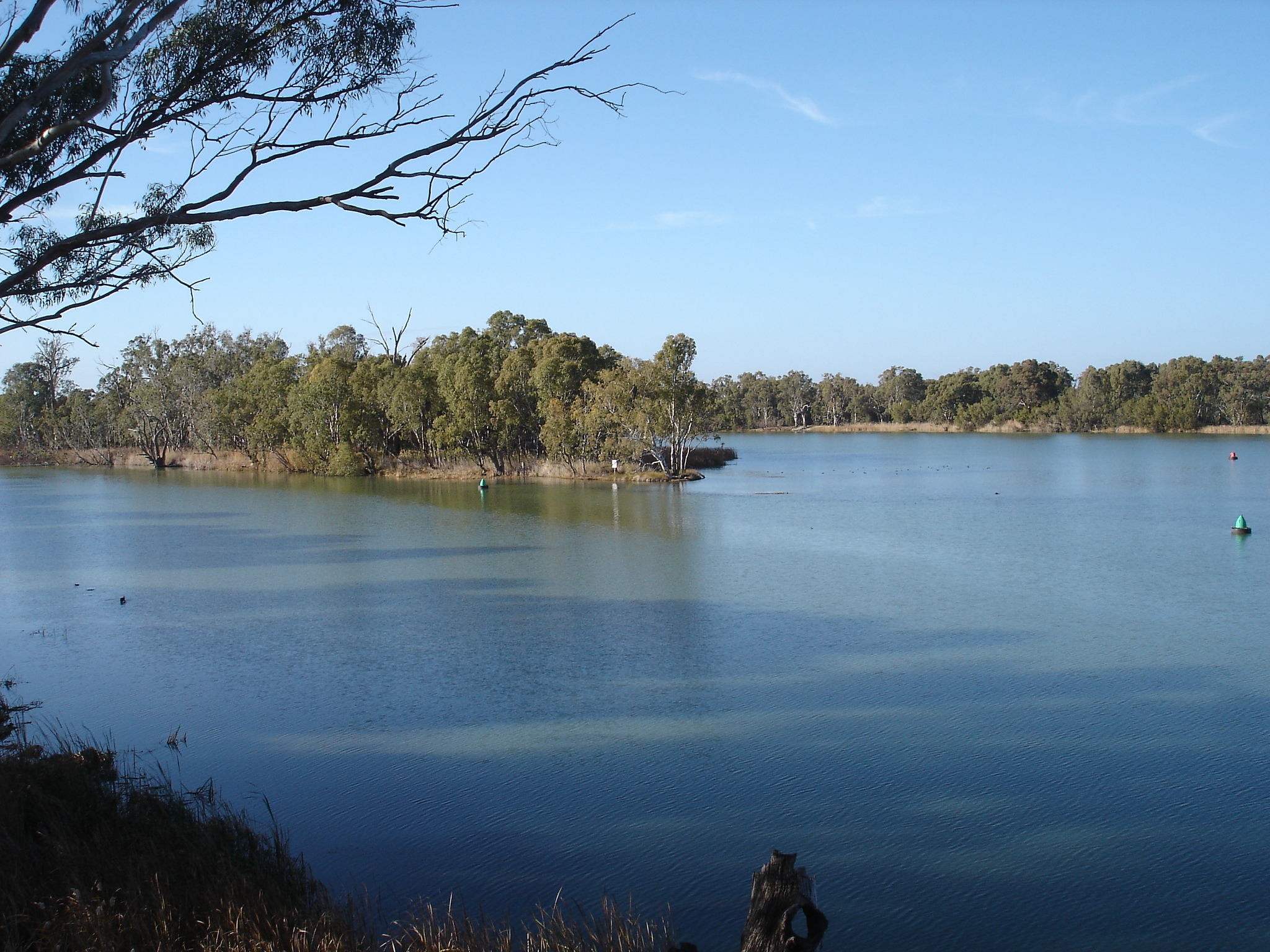
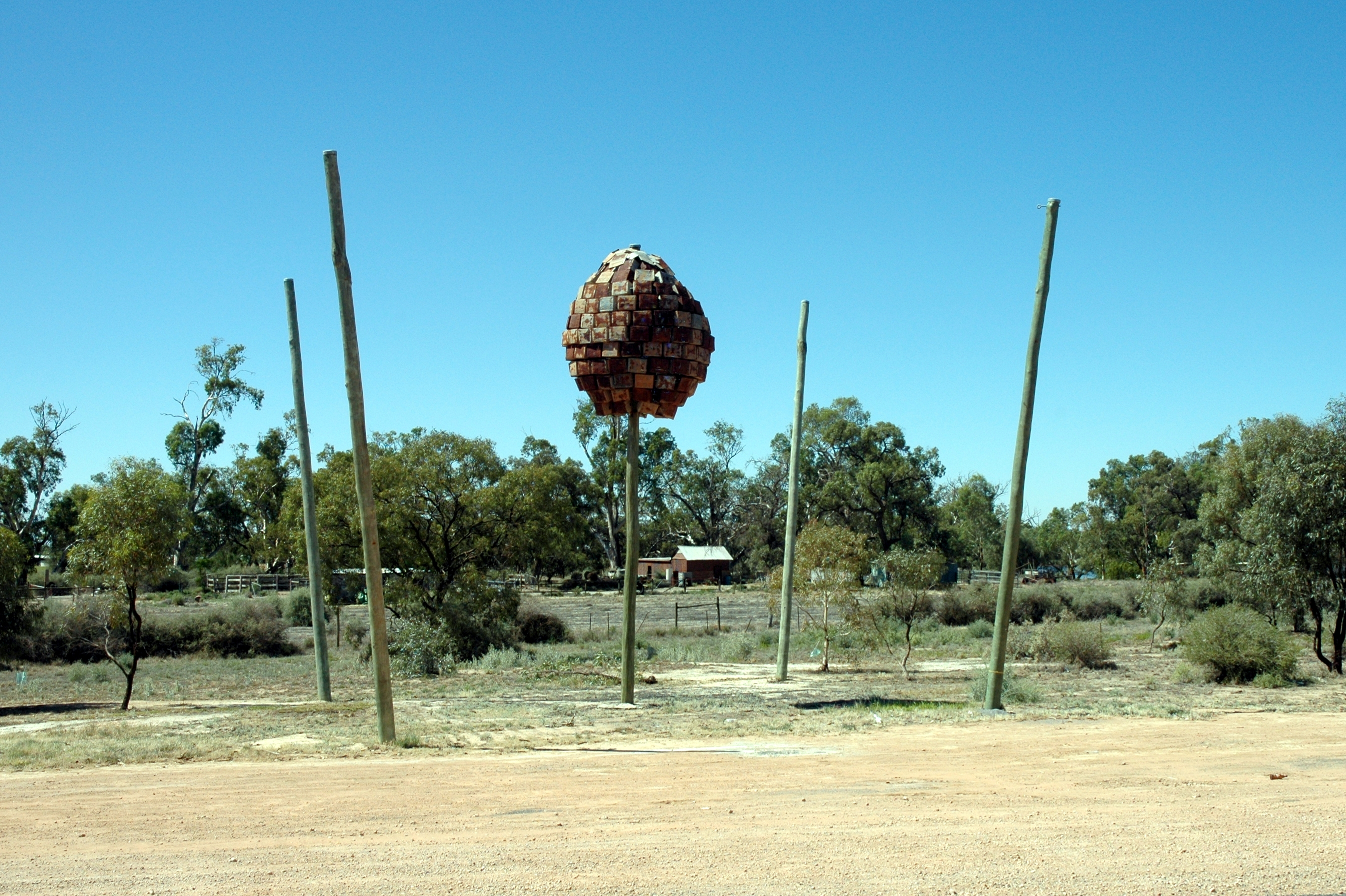
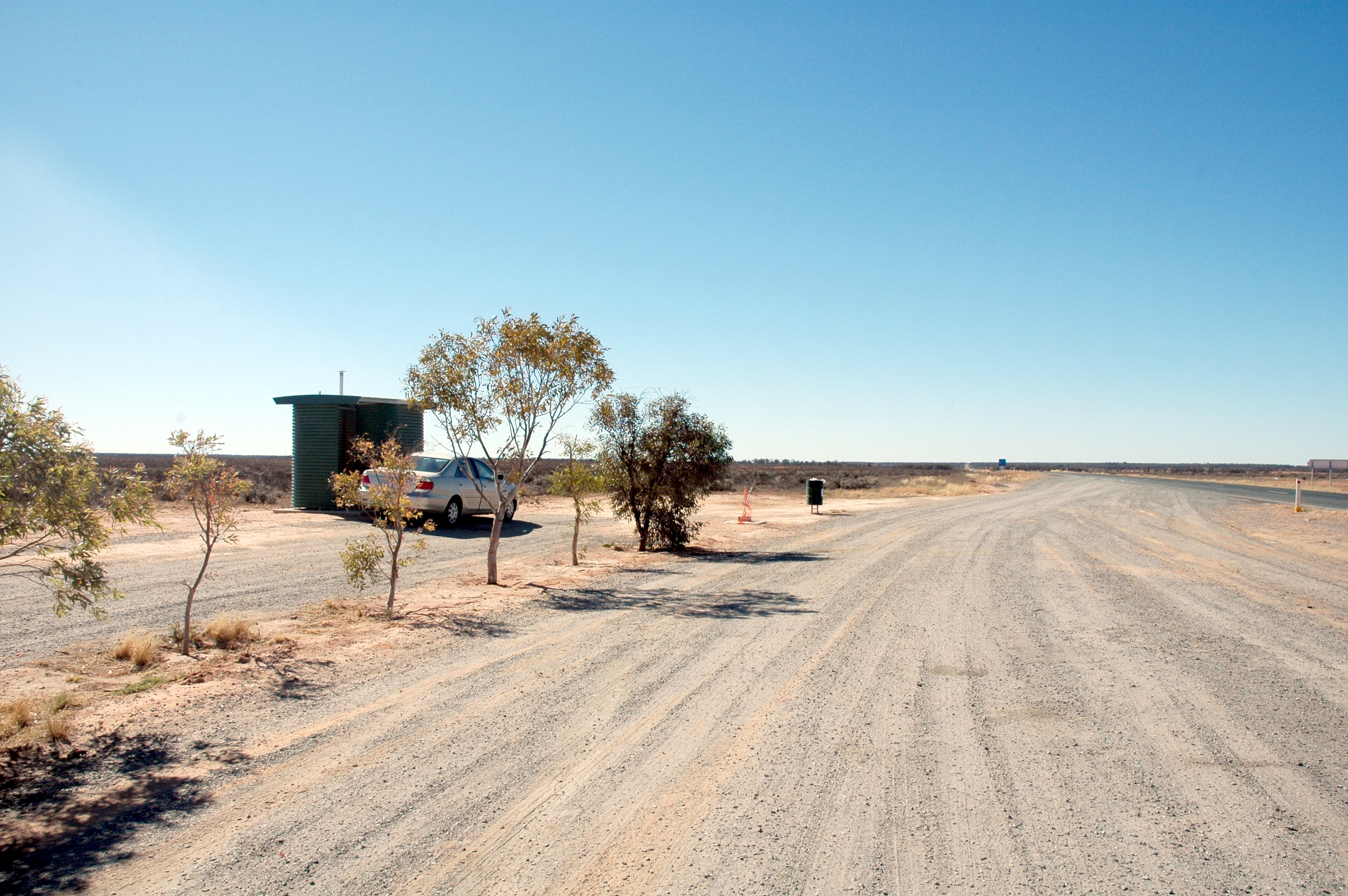